# Samtgemeinde Wathlingen
Die Samtgemeinde Wathlingen ist eine Samtgemeinde im Landkreis Celle in Niedersachsen. In ihr haben sich drei Gemeinden zur Erledigung ihrer Verwaltungsgeschäfte zusammengeschlossen. Der Sitz der Verwaltung der Samtgemeinde ist in der Gemeinde Wathlingen.

## Geografie

### Samtgemeindegliederung
Die Samtgemeinde Wathlingen wurde im Zuge der Gebietsreform in Niedersachsen mit Wirkung vom 1. Januar 1973 geschaffen. Ihr wurden die Gemeinden Adelheidsdorf, Nienhagen und Wathlingen zugeteilt.

## Politik

### Samtgemeinderat
Der Samtgemeinderat Wathlingen besteht aktuell aus 32 Mitgliedern. Dies ist die gemäß § 46 NKomVG festgelegte Anzahl für eine Gemeinde mit einer Einwohnerzahl zwischen 15.001 und 20.000 Einwohnern. Stimmberechtigt im Samtgemeinderat ist außerdem der hauptamtliche Samtgemeindebürgermeister. Die Ratsmitglieder werden durch eine Kommunalwahl für jeweils fünf Jahre gewählt.
Bei der Kommunalwahl 2021 ergab sich folgende Sitzverteilung:
| Samtgemeinderat 2021Insgesamt 32 Sitze - SPD: 9 - Grüne: 4 - UWG: 3 - BL-WB: 2 - BfANW: 1 - FDP: 2 - CDU: 11 | Samtgemeinderatswahl 2021Wahlbeteiligung: 62,4 % 403020100 32,9 % (−2,5 %p)29,8 % (+1,1 %p)11,3 % (+0,6 %p)10,7 % (+0,8 %p)5,4 % (−2,3 %p)1,9 % (−0,1 %p)1,2 % (−0,5 %p)6,8 % (n. k. %p) CDUSPDGrüneUWGdFDPLinkeBfANWgBL-WBh20162021Anmerkungen:d Unabhängig Wählergemeinschaft in der Samtgemeinde Wathlingeng Bürger für Adelheidsdorf, Nienhagen und Wathlingenh Bürgerliche Liste – Wählerbündnis Samtgemeinde Wathlingen |

Die vorherigen Kommunalwahlen ergaben folgenden Sitzverteilungen und Ergebnisse:
| Kommunalwahl | CDU         | SPD         | GRÜNE      | UWG        | BL-WB 1    | FDP       | BfANW 2   | Die Linke | WG        | Gesamt   |
| ------------ | ----------- | ----------- | ---------- | ---------- | ---------- | --------- | --------- | --------- | --------- | -------- |
| 2021         | 11 (32,9 %) | 9 (29,8 %)  | 4 (11,3 %) | 3 (10,7 %) | 2 (6,8 %)  | 2 (5,4 %) | 1 (1,9 %) | 0 (1,2 %) | –         | 32 Sitze |
| 2016         | 11 (35,5 %) | 9 (28,7 %)  | 3 (10,7 %) | 3 (9,9 %)  | 1 (2,7 %)  | 3 (7,8 %) | 1 (1,8 %) | 1 (2 %)   | 0         | 32 Sitze |
| 2011         | 10 (32,7 %) | 10 (33,4 %) | 4 (12,1 %) | 1 (4,2 %)  | 4 (14,3 %) | 0         | 0         | 0         | 1 (1,3 %) | 30 Sitze |

### Samtgemeindebürgermeister
Hauptamtliche Samtgemeindebürgermeisterin der Samtgemeinde Wathlingen ist Claudia Sommer (UWG). Ihr Vorgänger, Wolfgang Grube (SPD), wurde bei der Bürgermeisterwahl am 25. Mai 2014 als Amtsinhaber mit 80,1 % der Stimmen wiedergewählt. Sein damaliger Gegenkandidat, Ralf Überheim (FDP), erhielt 19,9 %. Die Wahlbeteiligung lag bei 49,9 %. Grube trat seine weitere Amtszeit am 1. November 2014 an und bekleidete die Position des Verwaltungschefs bis zum 31. Oktober 2021.

### Wappen
Blasonierung: „In Grün ein erhöhter schmaler silberner Balken, belegt mit rotem Amtsstab, erhöht durch einen schreitender goldener Löwe, im Schildfuß ein goldener Grapen.“
Die Symbole des Samtgemeinde-Wappens sind örtlich bedeutsam für die drei Mitgliedsgemeinden. In der Mitte liegt der rote Amtsstab des Hachemeisters, der Mittler zwischen Landesherrn und Nienhäger Siedlern war. Der Löwe darüber soll für die Welfen und Adelheidsdorf stehen, der Grapen darunter stammt aus dem Wathlinger Wappen. Der Wappenübergabe 1981 ging ein mehrjähriger Streit um die lokalpolitisch bedeutsamen Symbole voraus. Der schließlich politisch vorgegebene Entwurf des Wappens wurde von dem Grafiker und Heraldiker Alfred Brecht aus Hannover umgesetzt.

### Gemeindepartnerschaft
Seit 1997 besteht eine Gemeindepartnerschaft mit Limanowa in Polen. Am 24. August 2018 wurde eine Partnerschaft mit Truskawez urkundlich besiegelt.